# Île Picard
Pour les articles homonymes, voir Picard (homonymie).
Pour les articles ayant des titres homophones, voir Picart, Piccard, Picquart et Pycard.
L'île Picard, en anglais Picard Island ou West Island, est une île inhabitée des Seychelles. Elle est l'une des quatre îles principales d'Aldabra, un atoll constituant une réserve naturelle, un site Ramsar et un site du patrimoine mondial de l'Unesco. Elle fut la seule île de l'atoll à n'avoir jamais été habitée et comporte une station scientifique ainsi que les ruines d'un campement.

## Géographie
L'île Picard est l'un des quatre plus grandes îles d'Aldabra, un atoll des Seychelles situé dans le Sud-Ouest du pays, dans l'ouest de l'océan Indien. En forme de croissant, elle se trouve dans le Nord-Ouest de l'atoll. Elle est séparée de l'île Polymnie située à l'est par la Grande passe et de l'île Grande Terre située au sud par une série de petites passes.
Ses côtes Nord-Nord-Ouest et Ouest sont tournées vers le large tandis que la Sud-est, constituée d'une mangrove formée de palétuviers,, est tournée vers le lagon d'Aldabra. L'intérieur de l'île est constitué d'un calcaire d'origine corallien dont l'altitude ne dépasse pas huit mètres, Aldabra étant un atoll surélevé dont l'ancien récif corallien est désormais émergé,. Ce calcaire fortement érodé prend un aspect déchiqueté, formé d'arêtes coupantes et de cavités remplies d'eau douce et saumâtre,. Le sol mince supporte une végétation relativement basse essentiellement représentée par des filaos et Pemphis acidula. Ces espèces végétales sont adaptées à la sécheresse du climat tropical de ce secteur de l'océan Indien.
Dans le centre de l'île, à proximité de la mangrove, se trouvent les ruines du campement construit à la fin du XIXe siècle et de l'ancienne station scientifique de la Royal Society,,,,. La nouvelle station scientifique construite au début des années 1970 est installée dans l'Ouest de l'île, à proximité du littoral,,.

## Histoire
Probablement découverte par des marins arabes à la fin du Moyen Âge, l'île Picard est connue de manière certaine en 1517 lorsqu'Aldabra apparaît pour la première fois sur des cartes portugaises.
Bien que n'étant pas la plus grande île de l'atoll, l'île Picard accueille à partir de la fin du XIXe siècle le seul campement de l'atoll,,. Celui-ci est composé de baraquements, d'un cimetière, d'une prison et d'une église ainsi que l'ancienne station scientifique de la Royal Society,,,,. Des Seychellois originaires de Mahé s'y installent, sous l'impulsion de l'administration coloniale britannique de Maurice. Ils y pratiquent la pêche et la culture du ricin commun, du sisal et des cocotiers pour la production du coprah,. Bien que l'extraction du phosphate ait avorté en raison de la faiblesse des gisements et des coûts d'exploitation élevés,, les autres produits sont exportés sur le continent africain. Le cimetière accueille quant à lui les corps des travailleurs Chinois morts dans l'atoll où ils pêchaient le concombre de mer.
Au début des années 1970, une nouvelle station scientifique est construite à proximité du littoral occidental de l'île,. Elle accueille les scientifiques qui effectuent des séjours à Aldabra, notamment entre 1967 et 1979,. Ces scientifiques effectuent des missions qui consistent entre autres à éradiquer le chat des îles Picard et Malabar, à procéder à l'abattage des chèvres absentes sur l'île depuis 1997, et à réintroduire le râle de Cuvier, la dernière espèce d'oiseau incapable de voler des îles de l'océan Indien occidental, et essentiellement présente sur l'île Malabar.